# جورجینیو پائولیستا
جورجینیو پائولیستا (به پرتغالی: Jorge Henrique Amaral de Castro) مهاجم اهل برزیل است که در شهر سائوپائولو و در تاریخ ۲۰ فوریهٔ ۱۹۸۰ به دنیا آمده‌است.
جورجینیو پائولیستا در تیم‌های فوتبال پالمیراس سابقهٔ حضور دارد.